# El tesoro (telenovela)
El tesoro, é uma telenovela colombiana produzida por Caracol Televisión, protagonizada por Julio Pachón, Carlos Vergara, Alina Lozano e Lorna Cepeda.  Foi lançado em 20 de agosto de 2016.

## Elenco
- Julio Pachón, como Silvio Murcia [1]
- Alina Lozano, como Judith Ruiz de Murcia [1]
- Juan Sebastián, como Manuel Otero Cubillos [1]
- Carlos Vergara, como Efraín Otero [1]
- Lorna Cepeda, como Nazly Cubillos Rebollo de Otero [1]
- Juliette Pardau, como Jenny Murcia Ruiz [1]
- Erick Cuéllar, como Richard Murcia Ruiz [1]
- Vivian Ossa, como Luz del Sol Otero Cubillos [1]
- Ana Wills, como Sara Bermejo [1]
- Jacques Toukhmanian, como Sebastián Holguin [1]
- Susana Posada, como Dotora Cecilia Zuleta [1]
- Epifanio Arévalo, como Dr. Herbert Téllez [1]
- Jorge Hugo Marin, como Alberto Torres[1]
- Alberto Borja, como Jacobo Otero [1]
- Ana María Arango, como Carola Vda de Suescún [1]
- Alberto Saavedra, como Padre Javier [1]
- Bayardo Ardila, como Abogado Martinez [1]
- Paula Estrada, como Rocío [1]
- Matias Maldonado, como Felipe Franco [1]
- Juan Sebastian Quintero, como Santiago Devia [1]
- Fernando Arango, como Vargas [1]
- Michael Steven Henao, como Nicolás Holguin Zuleta [1]
- Ismael Barrios, como Padre Gabriel [1]
- Alexandra Restrepo, como Rosaura Cubillos Rebollo [1]
- Ricardo Riveros [1]
- Gustavo Navarro, como Anibal Bermejo [1]
- Ana Soler, como María Nela de Dangond [1]
- Mónica Uribe, como Maritza Benítez [1]
- Néstor Alfonso Rojas, como Arnulfo [1]
- Jose Rojas, como Rafael Dangond [1]
- Rodolfo Silva, como Alias El mudo [1]
- Gabriel Ochoa, como Henry [1]